# Jellal Ben Abdallah
Pour les articles homonymes, voir Abdallah.
Jellal Ben Abdallah (arabe : جلال بن عبد الله), né le 26 mai 1921 à Tunis et mort le 9 novembre 2017, est un artiste peintre tunisien.

## Biographie
Inspiré par son village de Sidi Bou Saïd, l'artiste peint d'abord des miniatures suivant la tradition orientale de l'icône puis, vers 1970, aborde des formats plus importants, souvent à l'acrylique mais utilisant également l'or et l'argent.
Ses thèmes favoris sont des scènes dites de genre (métiers traditionnels, scènes quotidiennes ou natures mortes) ainsi que de nombreuses figures féminines, en général dans un intérieur décoré.
Le style tend vers la simplification inspirée de l'icône orientale. Le dessin est fin, hiératique et les couleurs délicates.